# Serie A 1947-1948 (pallacanestro maschile)
La Serie A 1947-1948 è stata la ventiseiesima edizione del massimo campionato italiano di pallacanestro.
In questa stagione la FIP riforma i campionati nazionali, istituendo nuovamente una massima serie (denomina Serie A) a 16 squadre con due gironi di qualificazione da otto squadre ed una fase finale a quattro per il titolo. Le altre squadre vengono inglobate in una nuova serie cadetta (denominata Serie B) alla quale vengono ammesse 17 squadre. Le due categorie rimarranno anche negli anni successivi interconnesse con retrocessioni/promozioni dalla/alla Serie A.
In previsione all'adozione del "girone unico a 12 squadre" nella stagione 1948/49, sono previste sei retrocessioni, tre per girone. Mentre dalla Serie B sono previste due promozioni.
La vittoria vale 2 punti, la sconfitta 0. È previsto anche il pareggio e vale 1 punto.
Per la fusione delle due squadre milanesi, nell’autunno successivo si organizzò poi uno spareggio di ripescaggio fra le due terzultime.

## Gironi eliminatori

### Girone A

#### Classifica
|  |    | Girone A 1947-1948   | Pt | G  | V  | N | P  | PtF | PtS |
|  | -- | -------------------- | -- | -- | -- | - | -- | --- | --- |
|  | 1. | Reyer Venezia        | 21 | 14 | 10 | 1 | 3  | 507 | 433 |
|  | 2. | Olimpia Milano       | 20 | 14 | 10 | 0 | 4  | 511 | 406 |
|  | 3. | Ginnastica Triestina | 18 | 14 | 9  | 0 | 5  | 608 | 412 |
|  | 4. | Itala Gradisca       | 14 | 14 | 7  | 0 | 7  | 458 | 425 |
|  | 5. | Gallaratese          | 12 | 14 | 7  | 0 | 7  | 482 | 491 |
|  | 6. | San Giusto Trieste   | 12 | 14 | 6  | 0 | 8  | 519 | 490 |
|  | 7. | Sangiorgese          | 12 | 14 | 6  | 0 | 8  | 417 | 556 |
|  | 8. | CUSAB Bari           | 1  | 14 | 0  | 1 | 13 | 337 | 626 |

#### Risultati
| Risultati            | VEN   | MIL   | Gi.Ts | GRA   | GAL   | SG.Ts | PSG   | BAR   |
| -------------------- | ----- | ----- | ----- | ----- | ----- | ----- | ----- | ----- |
| Reyer Venezia        |       | 35-34 | 32-33 | 34-23 | 51-37 | 31-26 | 41-24 | 53-22 |
| Olimpia Milano       | 30-33 |       | 26-18 | 27-28 | 38-31 | 37-32 | 28-16 | 45-24 |
| Ginnastica Triestina | 39-42 | 34-35 |       | 33-32 | 67-18 | 35-40 | 79-21 | 76-23 |
| Itala Gradisca       | 21-28 | 32-26 | 30-44 |       | 31-52 | 36-25 | 49-29 | 42-15 |
| Gallaratese          | 48-21 | 22-40 | 34-31 | 36-26 |       | 23-24 | 39-36 | 38-33 |
| San Giusto Trieste   | 38-50 | 45-48 | 34-42 | 31-39 | 34-31 |       | 55-29 | 57-28 |
| Sangiorgese          | 32-30 | 36-51 | 19-42 | 25-22 | 45-44 | 27-24 |       | 45-28 |
| CUSAB Bari           | 26-26 | 20-46 | 26-35 | 20-47 | 14-29 | 34-54 | 24-33 |       |

### Girone B

#### Classifica
|  |    | Girone B 1947-1948   | Pt | G  | V  | N | P  | PtF | PtS |
|  | -- | -------------------- | -- | -- | -- | - | -- | --- | --- |
|  | 1. | Virtus Bologna       | 22 | 14 | 11 | 0 | 3  | 485 | 344 |
|  | 2. | Ginnastica Roma      | 19 | 14 | 9  | 1 | 4  | 386 | 321 |
|  | 3. | Pallacanestro Varese | 16 | 14 | 7  | 2 | 5  | 415 | 405 |
|  | 4. | AP Napoli            | 16 | 14 | 8  | 0 | 6  | 392 | 418 |
|  | 5. | Pallacanestro Pavia  | 14 | 14 | 7  | 0 | 7  | 432 | 418 |
|  | 6. | US Livorno           | 12 | 14 | 6  | 0 | 8  | 390 | 434 |
|  | 7. | CUS Genova           | 8  | 14 | 4  | 0 | 10 | 402 | 513 |
|  | 8. | Ginnastica Torino    | 5  | 14 | 2  | 1 | 11 | 349 | 398 |

#### Risultati
| Risultati            | BOL   | ROM   | VAR   | NAP   | PAV   | LIV   | GEN   | TOR   |
| -------------------- | ----- | ----- | ----- | ----- | ----- | ----- | ----- | ----- |
| Virtus Bologna       |       | 26-17 | 40-15 | 42-32 | 41-29 | 36-19 | 43-23 | 40-23 |
| Ginnastica Roma      | 24-22 |       | 24-16 | 41-29 | 42-13 | 41-30 | 42-27 | 31-29 |
| Pallacanestro Varese | 35-28 | 22-22 |       | 29-25 | 33-35 | 36-28 | 38-34 | 32-31 |
| AP Napoli            | 16-24 | 27-25 | 32-25 |       | 34-31 | 28-24 | 31-40 | 38-35 |
| Pallacanestro Pavia  | 32-23 | 19-22 | 29-27 | 46-25 |       | 32-25 | 47-22 | 36-22 |
| US Livorno           | 29-39 | 27-21 | 17-33 | 26-32 | 33-24 |       | 28-23 | 30-28 |
| CUS Genova           | 23-41 | 20-15 | 27-41 | 30-41 | 42-35 | 41-51 |       | 31-27 |
| Ginnastica Torino    | 27-40 | 14-19 | 33-33 | 0-2   | 27-24 | 20-23 | 33-19 |       |

### Spareggio salvezza
| Bologna 24 ottobre 1948 | San Giusto Trieste | 39 – 23 | U.S. Livorno |  |

## Girone finale

### Classifica
|  |    | Classifica finale 1947-1948 | Pt | G | V | N | P | PtF | PtS |
|  | -- | --------------------------- | -- | - | - | - | - | --- | --- |
|  | 1. | Virtus Bologna              | 9  | 6 | 4 | 1 | 1 | 192 | 153 |
|  | 2. | Ginnastica Roma             | 8  | 6 | 4 | 0 | 2 | 180 | 192 |
|  | 3. | Olimpia Milano              | 5  | 6 | 2 | 1 | 3 | 206 | 205 |
|  | 4. | Reyer Venezia               | 2  | 6 | 1 | 0 | 5 | 183 | 211 |

#### Risultati
| Risultati       | BOL   | ROM   | VEN   | MIL   |
| --------------- | ----- | ----- | ----- | ----- |
| Virtus Bologna  |       | 39-26 | 32-19 | 23-23 |
| Ginnastica Roma | 29-27 |       | 30-28 | 42-36 |
| Reyer Venezia   | 29-34 | 28-29 |       | 39-33 |
| Olimpia Milano  | 27-37 | 34-24 | 53-40 |       |

## Verdetti

### Campione d'Italia:Virtus Bologna
- Formazione: Gianfranco Bersani, Carlo Cherubini, Sergio Ferriani, Gelsomino Girotti, Giancarlo Marinelli, Carlo Negroni, Cesare Negroni, Renzo Ranuzzi, Luigi Rapini, Venzo Vannini. Allenatore: Renzo Poluzzi.

### Ammesse alla Serie A 1948/49 a Girone Unico
- dal Girone A: Reyer Venezia, Olimpia Milano, Ginnastica Triestina, Itala Gradisca, Pallacanestro Gallaratese, San Giusto Trieste (ripescata)
- dal Girone B: Virtus Bologna, Ginnastica Roma, Pallacanestro Varese, AP Napoli, Pallacanestro Pavia

### Retrocessioni in serie B 1948/49
- U.S.Livorno, Sangiorgese, CUS Bari, CUS Genova, Ginnastica Torino.